# Гутанасар
Гутанасар (вірм. Գութանասար), також Гутан — згаслий триголовий вулкан у Вірменії, розташований у Котайку, на північному заході Гегамського пасма, за 2,5 км на південь від с. Фантан.
Гутанасар дещо віддалений від інших гірських вершин Гегамського нагір'я. Висота вулкана становить 2299 м, відносна висота — 300 м. Містить відкладення перліту і пемзи. Схили вкриті гірсько-степовою рослинністю, верхня частина — тонким шаром луків.

## Назва
У вірменській мові гутан (вірм. գութան) означає «плуг». Назву Гутанасар гора отримала завдяки північному схилу, складки якого виглядають як борозни від плуга.

## Фауна
Фауна в околицях Гутанасару представлена наступними видами:
- Змії: гадюка Радде (Montivipera raddei), вірменська степова гадюка (Vipera eriwanensis), звичайна мідянка (Coronella austriaca), полоз чотирилінійний (Elaphe sauromates), закавказький полоз (Zamenis hohenackeri), різнобарвний полоз (Hemorrhois ravergieri), оливковий полоз (Platyceps najadum), червоночеревий полоз (Hierophis schmidti), вірменський ейреніс (Eirenis punctatolineatus), західний удавчик (Eryx jaculus), водяний вуж (Natrix tessellata), котяча змія кавказька (Telescopus fallax).
- Ящірки: середня ящірка (Lacerta media), скельна ящірка наїрійська[en] (Darevskia nairensis), красива змієголовка (Ophisops elegans).
- Жаби: зелена ропуха (Bufo viridis).

## Галерея

Застигла лава північного схилу Гутанасара
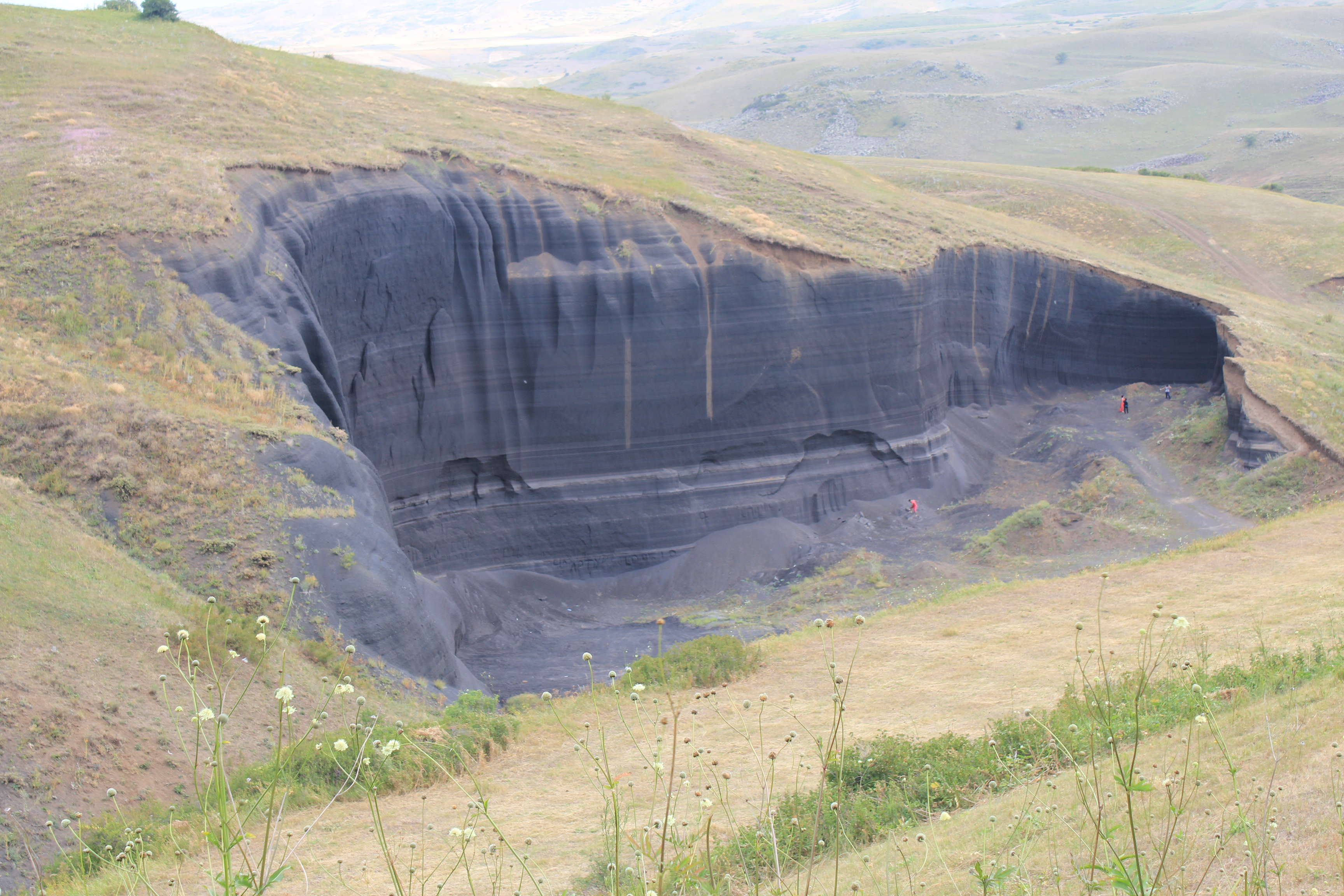
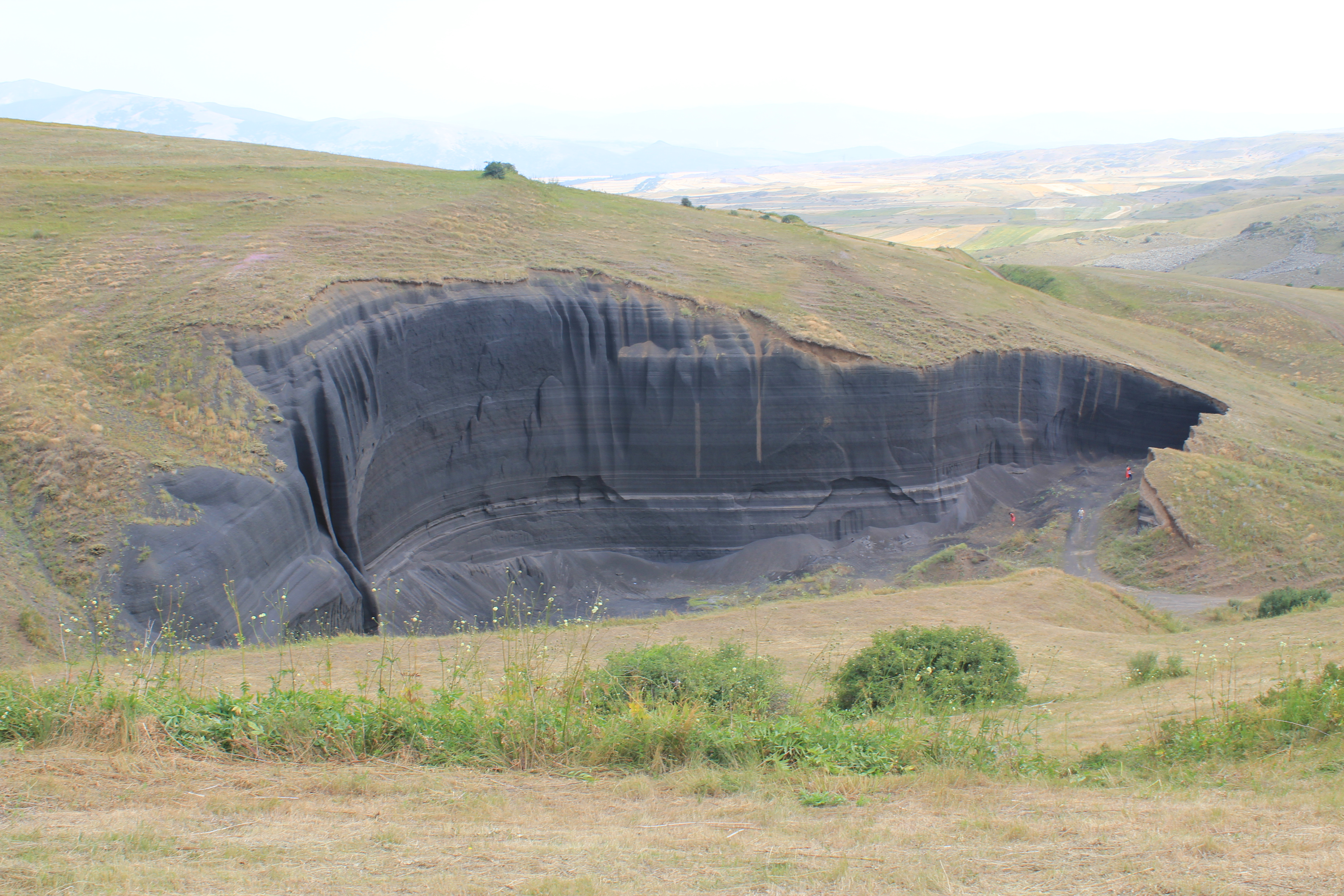
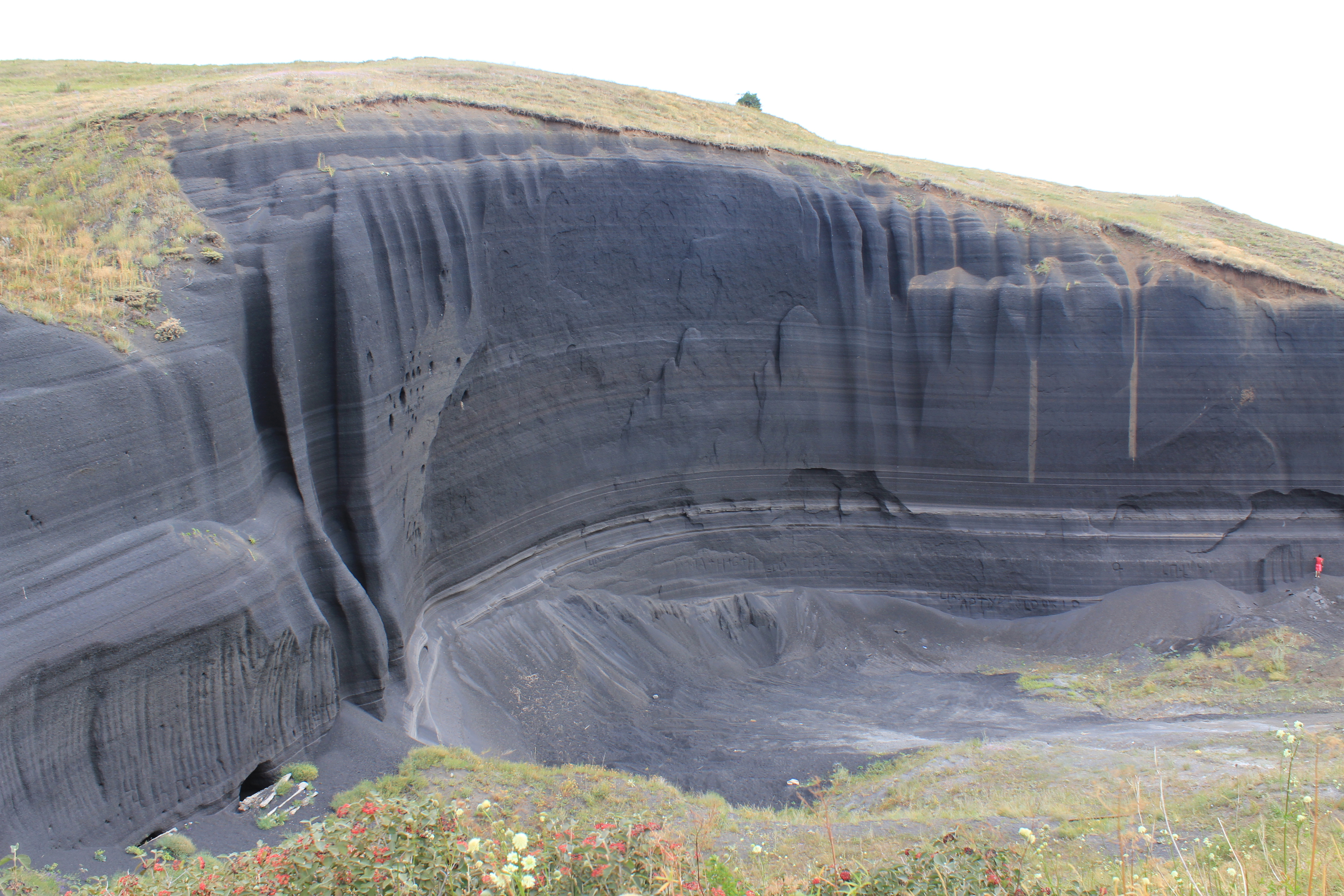
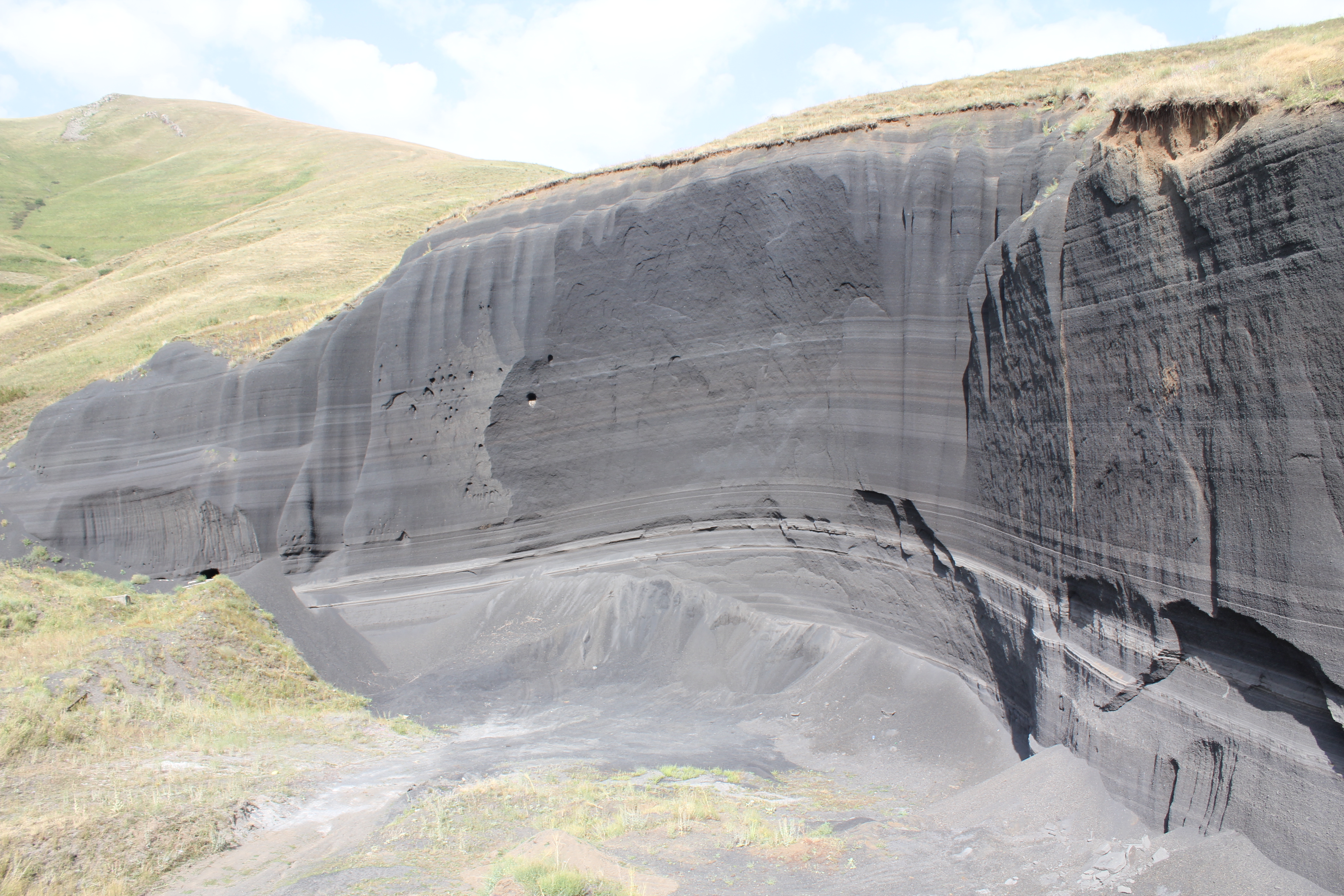
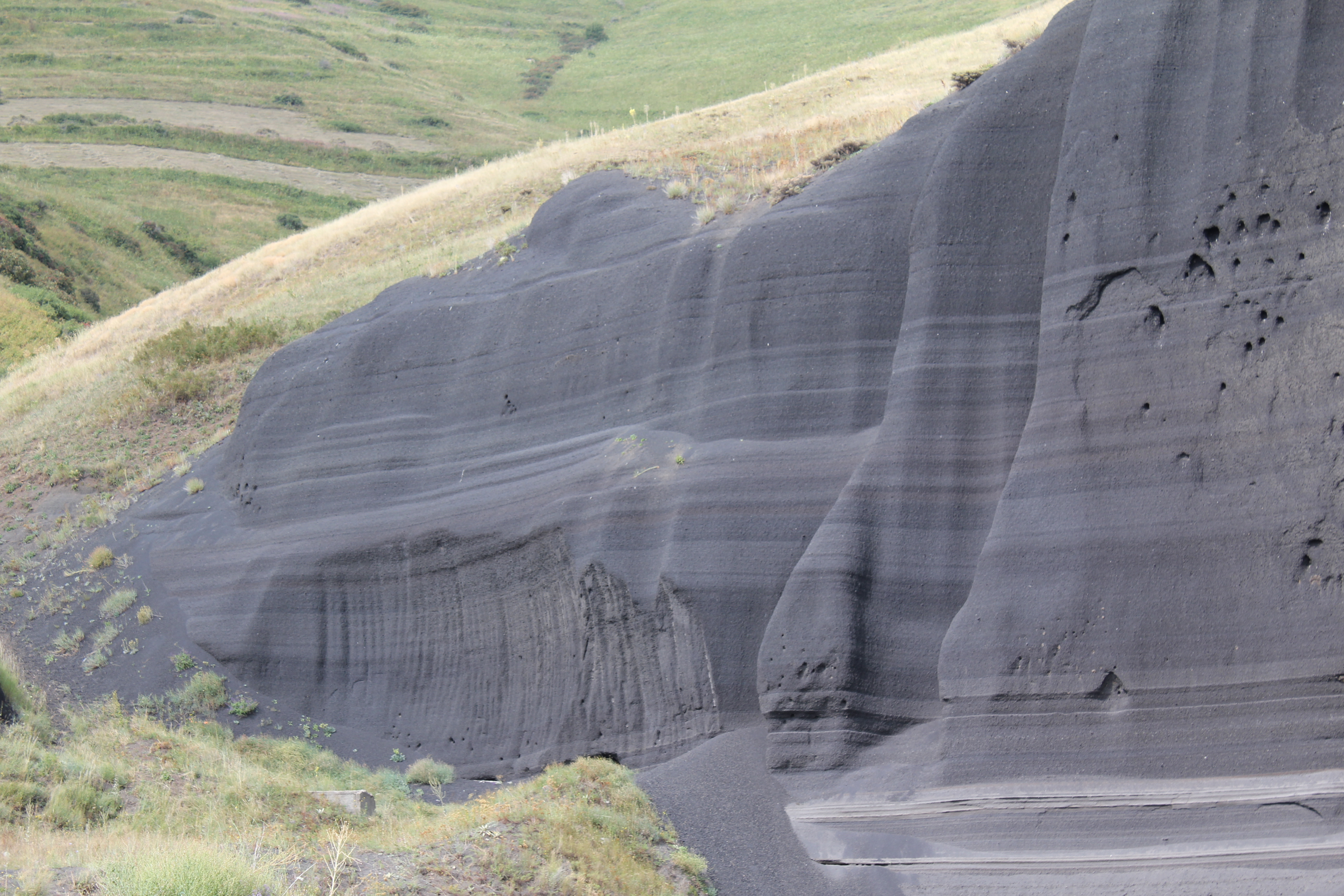
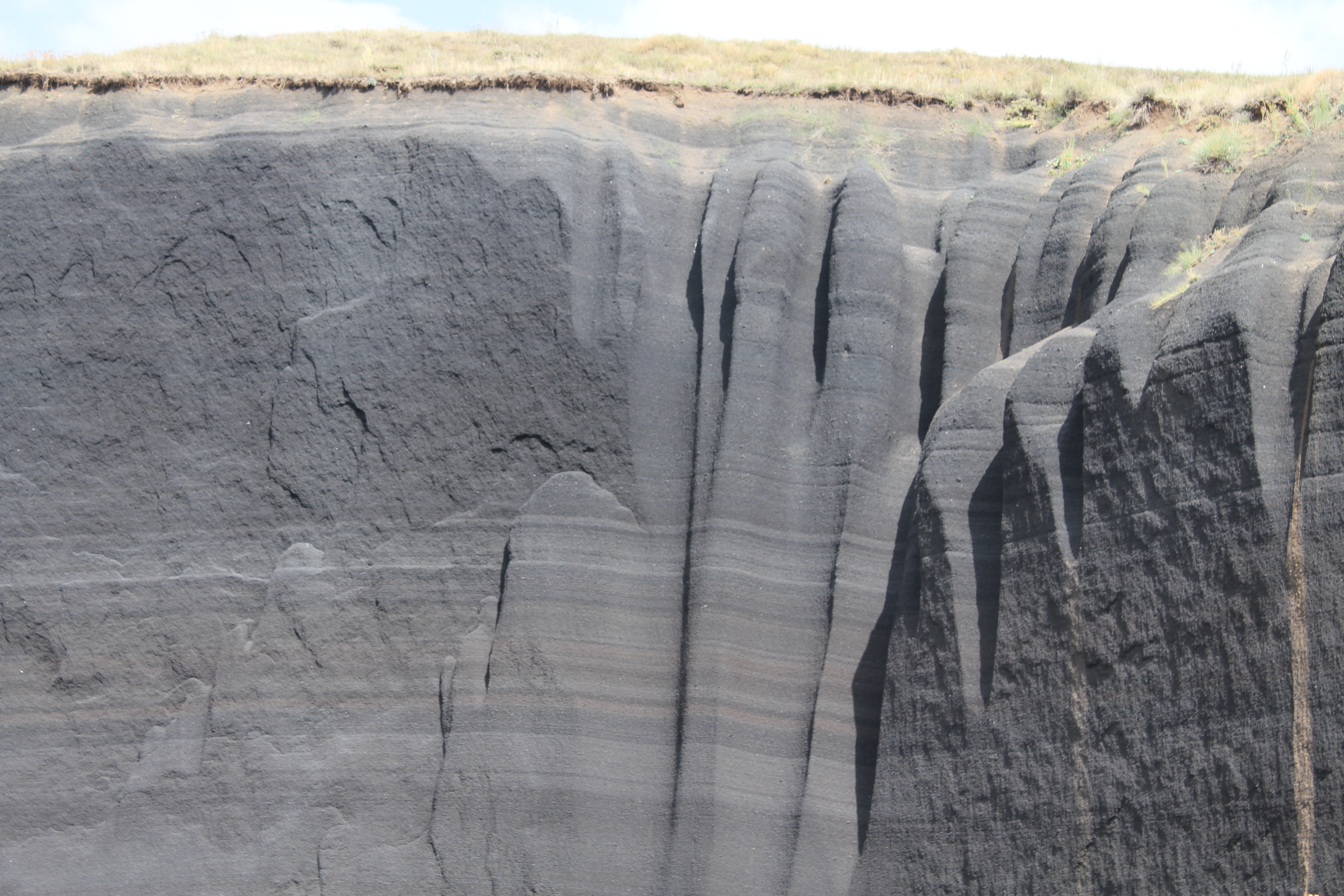

Ґутанасар взимку
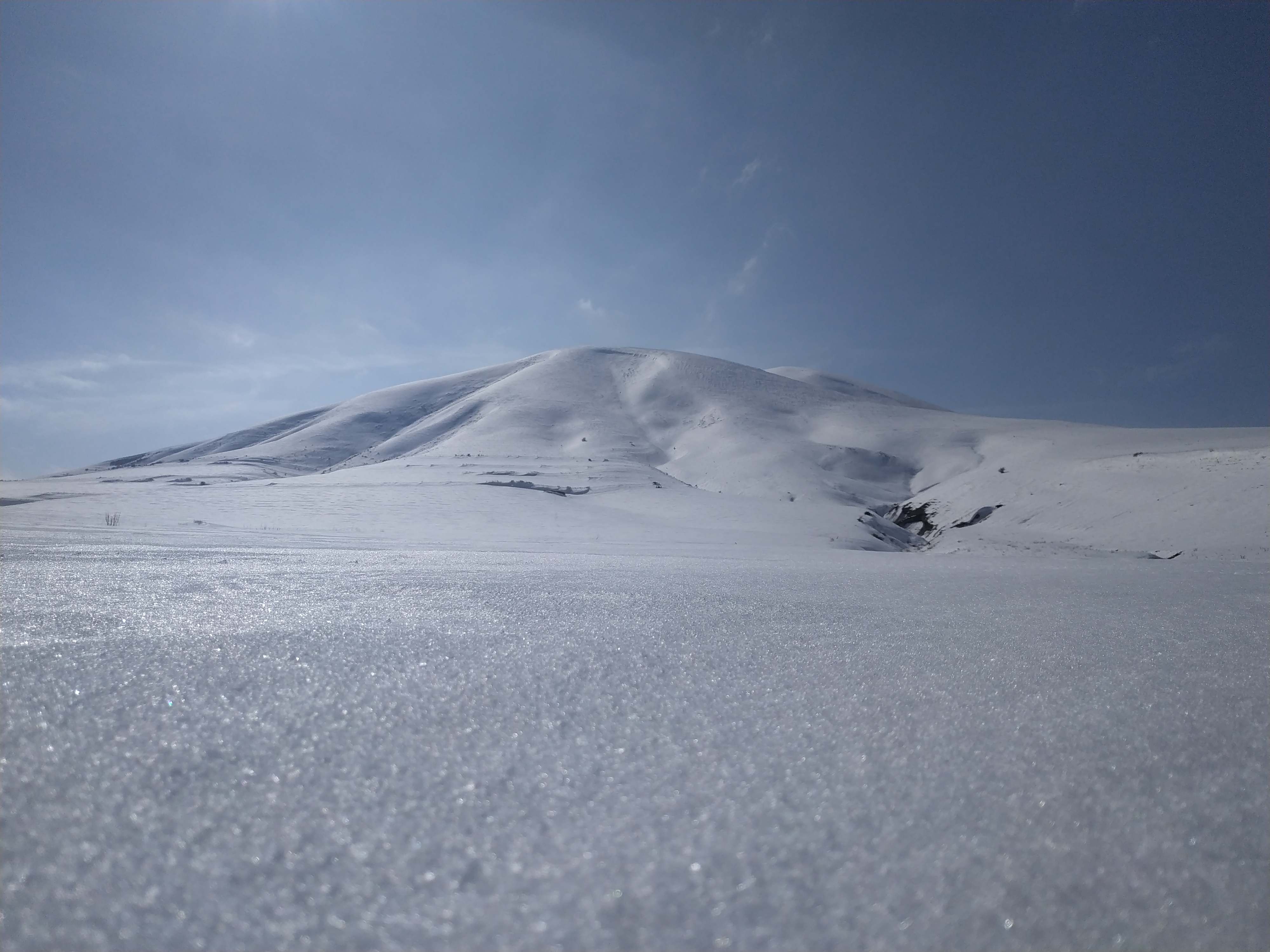
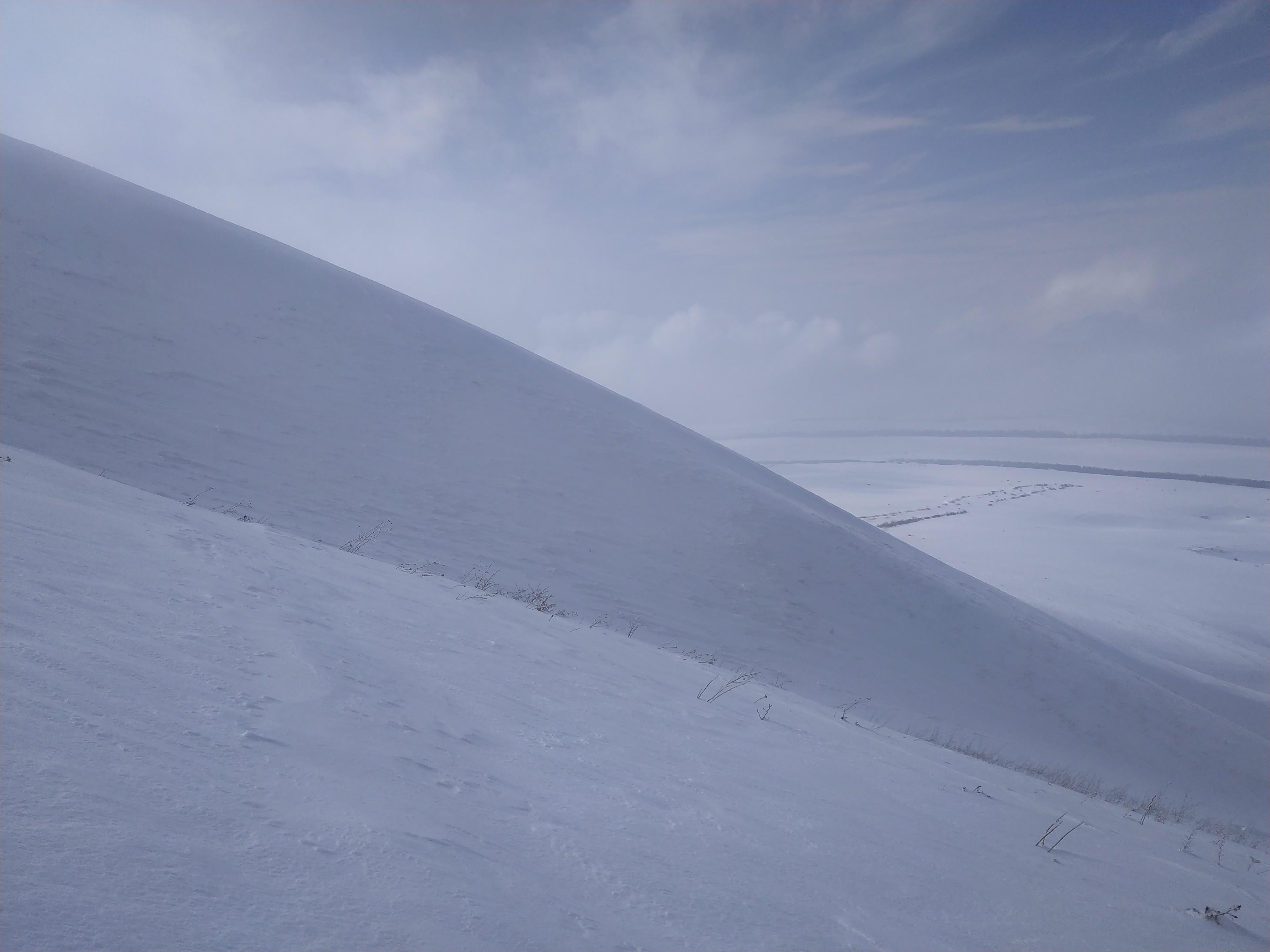
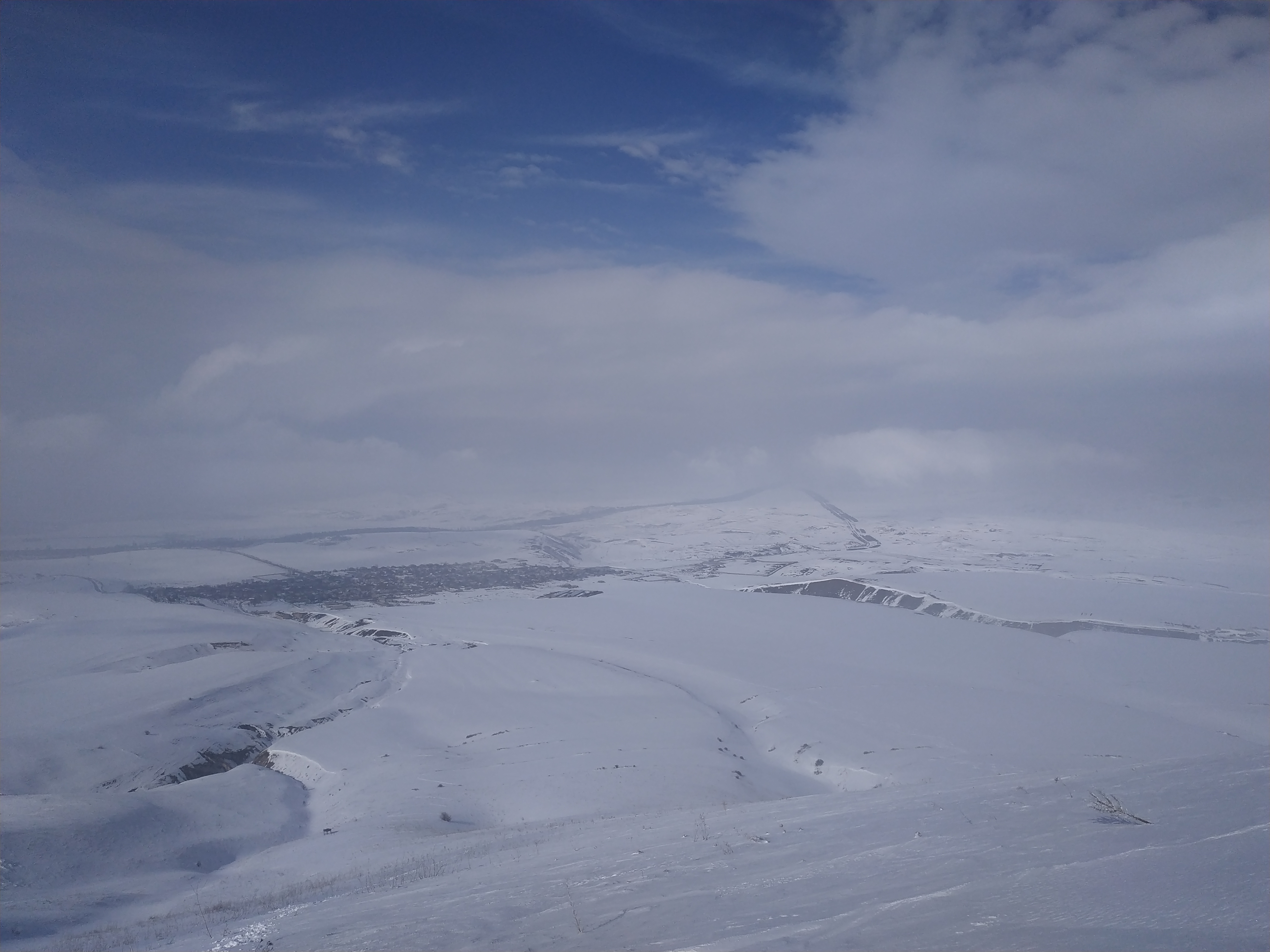
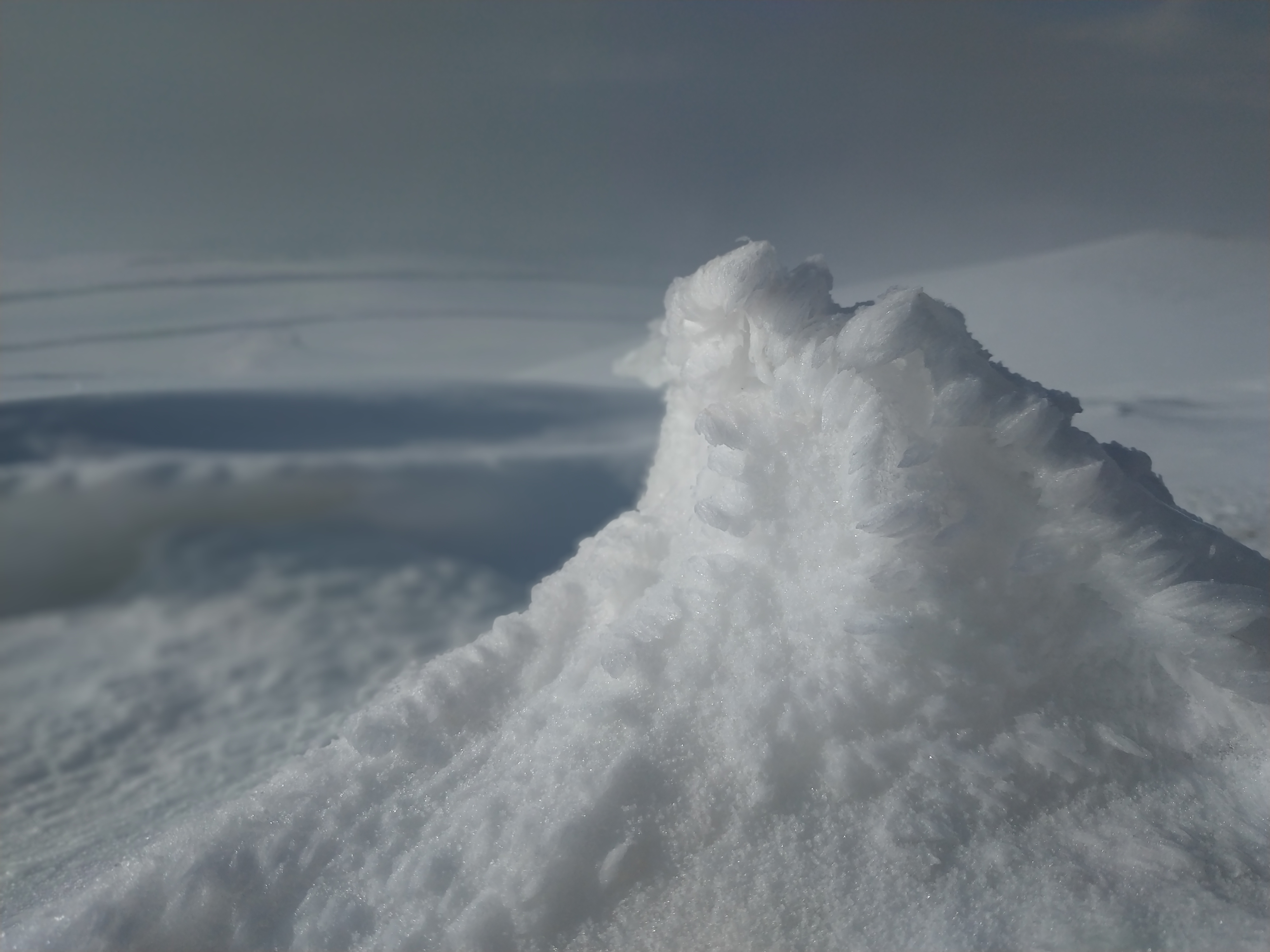
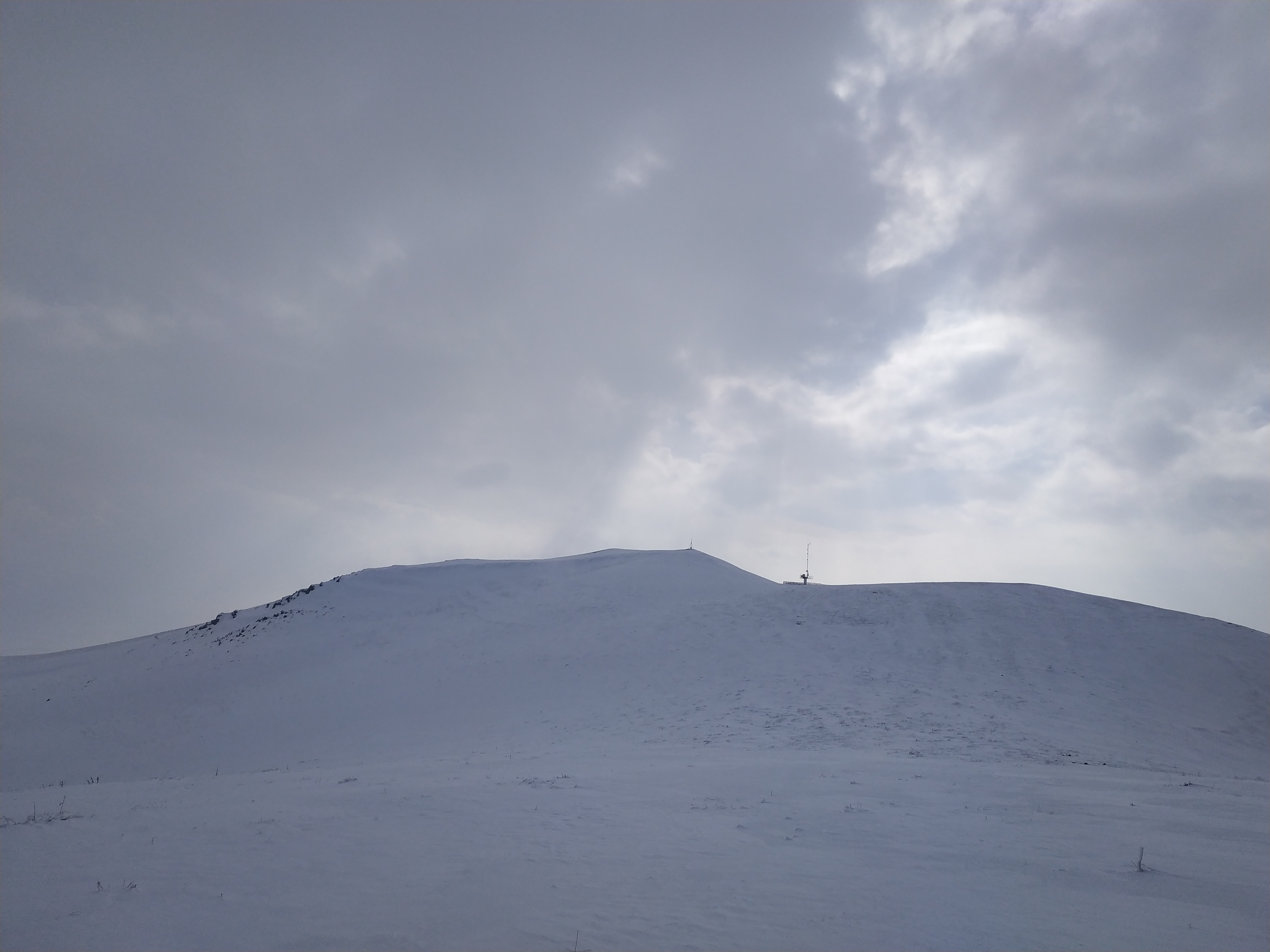